# Ruimte (architectuurtijdschrift)
Ruimte was een Vlaams architectuurtijdschrift dat in Antwerpen uitgegeven werd. Het werd in 1953 opgericht door architect Huib Hoste en kunstcriticus K.N. Elno. Aanvankelijk luidde de ondertitel: Architectuur, urbanisme, binnenhuiskunst, beeldende kunst; later werd het: Woninginrichting, architectuur, industriële vormgeving. Het tijdschrift hield het maar drie jaargangen vol, van november 1953 tot juli 1956. In totaal verschenen dertien nummers. Niettemin mag het in het Nederlandse taalgebied als een van de belangrijke naoorlogse tijdschriften over architectuur, stedenbouwkunde en vormgeving beschouwd worden. Dat blijkt ook uit de namen van de medewerkers, waaronder Victor Bourgeois, Richard Neutra, J.J.P. Oud en Le Corbusier.